# Leda (fresc)
Leda és un fresc provinent de la de Vil·la d'Ariadna, trobat durant les excavacions arqueològiques de l'antiga ciutat d'Estàbia (l'actual Castellammare di Stabia) i conservat al Museu Arqueològic Nacional de Nàpols.

## Història i descripció
El fresc va ser pintat a la primera meitat del segle i, del tercer estil pompeià, com a decoració central d'un panell de paret d'un cubiculum de la Vil·la d'Ariadna, en una zona de la casa reservada exclusivament a les dones. A la mateixa sala també hi havia frescos de Flora, Diana i Medea. Totes aquestes obres van ser trobades l'any 1759 arran de les excavacions arqueològiques encarregades pels Borbons al turó de Varano. En aquell moment, el fresc es va separar de la seva ubicació original, passant a formar part de la col·lecció d'art reial, i posteriorment traslladat al Museu Arqueològic Nacional de Nàpols, en una sala on es conserven nombroses pintures de les vil·les d'Estàbia.
Tema recurrent en la pintura grega i romana, de pur gust hel·lenístic, la figura de Leda amb un cigne, apareix sobre un fons verd, en acte de caminar, quasi ràpid, amb la roba moguda pel vent i els pits nus. Al braç esquerre sosté un cigne, mentre que amb la mà dreta intenta mantenir quieta la capa, que al moure's li cobreix tota l'esquena. El fresc és molt semblant als retrats de ballarines i de mènades, especialment el fresc de les mènades ballant de la Vil·la de Ciceró a Pompeia.